# Iso Kauvansaari
Iso Kauvansaari är en ö i Finland. Den ligger i Ule älv och i kommunen Vaala i den ekonomiska regionen  Oulunkaari  och landskapet Norra Österbotten, i den centrala delen av landet, 500 km norr om huvudstaden Helsingfors. Öns area är 13,4 hektar och dess största längd är 1,3 kilometer i sydöst-nordvästlig riktning.